# Bernd Hölzenbein
Bernd Hölzenbein (Runkel, 9 de março de 1946 – 15 de abril de 2024) foi um futebolista alemão. Em Copas, foi campeão mundial em 1974.

## Carreira

### Clubes
Hölzenbein jogou no Eintracht Frankfurt entre 1967 e 1981, onde conquistou três copas nacionais (1974, 1975, 1981) e uma Taça da Uefa (1980), e no incipiente futebol dos EUA, nos times do Fort Lauderdale Strikers e do Baltimore Blast.
De volta à Alemanha, encerrou a carreira no Salmrohr, aos 39 anos de idade.

## Seleção
Pelo Nationaleif, Hölzenbein disputou 40 partidas e marcou seis gols. Na Copa realizada em seu país, o meia-atacante ficou conhecido por um lance no mínimo curioso: na grande área, ele se atira deliberadamente ao gramado do Estádio Olímpico de Berlim, fingindo ter sido atingido pelo defensor holandês Wim Jansen. O árbitro inglês John Taylor caiu na piada do meia e marcou o pênalti, convertido por Paul Breitner. Mais tarde, Taylor reconheceu que havia mesmo se enganado.
Hölzenbein disputou também a Eurocopa de 1976 e a Copa de 1978.

## Morte
Hölzenbein morreu em 15 de abril de 2024, aos 78 anos.

## Títulos
- Copa do Mundo de 1974